# Trestegsplanen
Trestegsplanen eller fasplanen (eng. "phased plan") är en plan som PLO antog i Kairo i juni 1974, efter misslyckandet i Yom Kippur-kriget, och innebär en ny strategi för att uppnå det långsiktiga målet att utplåna Israel.
Planen går ut på att som ett första steg upprätta en palestinsk "nationell myndighet" i de områden som araberna tvingades avträda 1967. Det andra steget är att utvidga sitt område och bilda en union med Jordanien. Slutligen skall man, efter att ha vunnit tillräcklig styrka, tillsammans med övriga arabstater, krossa Israel.
Samtidigt som man understryker den väpnade kampen som det grundläggande elementet öppnar man för möjligheten att också använda kompletterande metoder.
Samma dag som undertecknandet av Oslo-avtalet mellan Israel och PLO 1993 tillkännagav Yasser Arafat att det uppnådda hörde hemma inom ramen för trestegsplanen, vilket senare bekräftats åtskilliga gånger av honom själv och andra representanter för PLO.